# Ochotona cansus
Ochotona cansus або пискуха ганьсуйська — вид зайцеподібних гризунів родини Пискухові (Ochotonidae). Є ендеміком Китаю.

## Опис
Це порівняно невеликий вид пискухи, довжина тіла становить від 11,6 до 16,5 см; вага від 50 до 100 г. Колір літнього хутра варіюється від темно-червоного до темно-коричневого або матового сіро-коричневого кольору в залежності від регіону. Від грудей до живота проходить малопомітна світла смуга. Живіт білий. Зимою колір спини змінюється на однорідно сірий або червоно-коричневий. Вуха довжиною від 14 до 24 мм, задні лапи довжиною від 22 до 29 мм.

## Поширення
Пискуха ганьсуйська є ендеміком КНР. Її ареал простягається від півночі Тибету і провінції Сичуань через центр і схід провінції Цинхай до півдня провінції Ганьсу. Підвид O. c. morosa мешкає ізольованою популяцією в провінції Шеньсі.
Вид мешкає на висоті від 2700 до 3800 м над рівнем моря.

## Екологія
Середовище проживання ганьсуйської пискухи — це відкриті території високогірних луків, порослих чагарниками. Тварини риють прості нори завдовжки з метр, можуть мешкати в покинутих норах гімалайського бабака. Ведуть денний спосіб життя. Моногамні, живуть сімейною групою, що складається з пари і їх потомства. Розмножуються з квітня по серпень. Можуть народжувати до трьох разів на рік, по 6 дитинчат. Вагітність триває 20 днів.

## Збереження
МСОП вважає цей вид таким, що не потребує особливого захисту.